# شجرة اللبلاب (مسلسل)
شجرة اللبلاب مسلسل مصري أنتج عام 1976 من إخراج عبد المنعم شكري من بطولة سهام منصور ومحمود عبد العزيز وهناء ثروت ورجاء حسين وعايدة كامل وأحمد الجزيري.

## القصة
استند العمل على قصة شجرة اللبلاب للروائي المصري الراحل محمد عبد الحليم عبد الله وكتب السيناريو والحوار محمد عبد الرحمن. يتكون المسلسل من 13 حلقة تلفزيونية صورت في تلفزيون دبي وهو من إنتاج مؤسسة الخليج للأعمال الفنية في دبي.